# 박종원 (만화가)
박종원(일명 WONY, 워니 1982년 8월 16일 ~ )은 대한민국의 만화가이다. 침묵(심윤수)과 같이 《골방환상곡》을 연재했고, 2006년 《골방환상곡》으로 대한민국 만화대상 만화부문 우수상을 수상했다.